# CW-5 bis
CW-5 bis – polski szybowiec wyczynowy konstrukcji Wacława Czerwińskiego.

## Historia

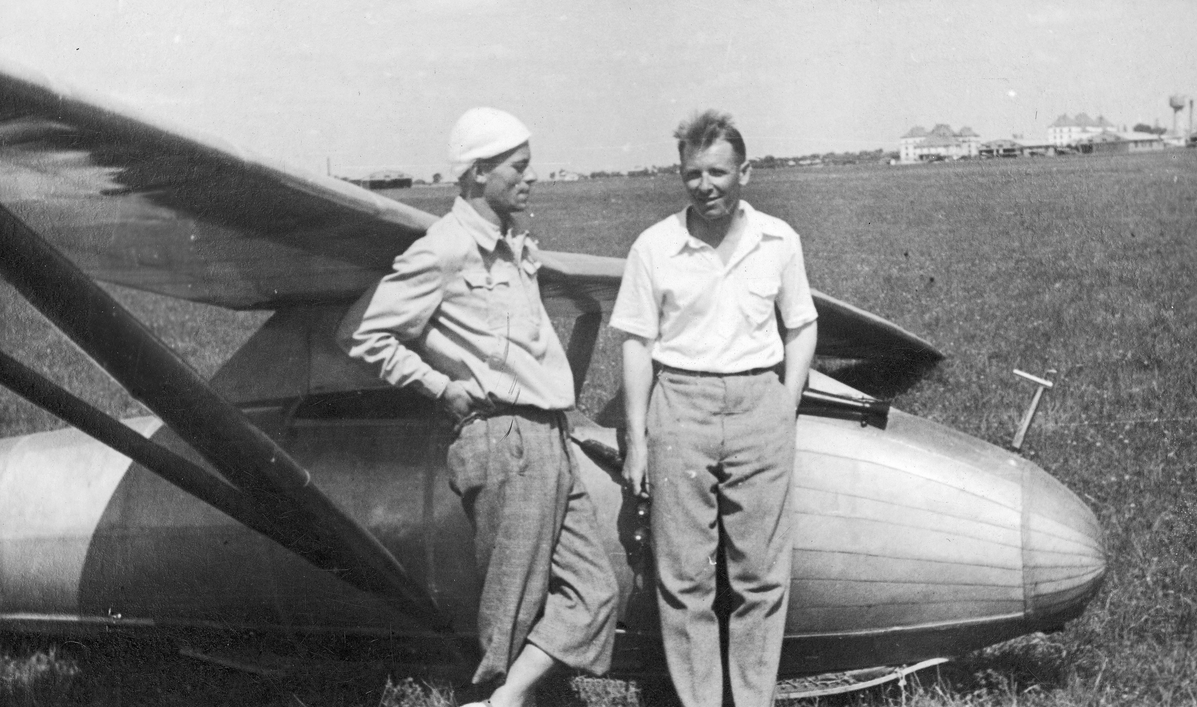
Szybowiec CW-5 bis/33 na lotnisku w Skniłowie, 1933 r. Po lewej stoi pil. Piotr Mynarski, po prawej inż. Wacław Czerwiński.

Inżynier Wacław Czerwiński rozpoczął konstruowanie szybowca w 1931 roku. Projekt był realizowany na zamówienie Departamentu Lotnictwa Cywilnego Ministerstwa Komunikacji. Miał być to szybowiec przeznaczony do lotów żaglowych i termicznych.
W 1932 roku przeprowadzono badania modelu szybowca w Laboratorium Aerodynamicznym Politechniki Lwowskiej, które wykazały, że szybowiec może nie spełnić przyjętych założeń co do planowanej doskonałości. Konstruktor dokonał daleko idących zmian w projekcie, m.in. profil płata G-652 został zmieniony na IAW-192. Nowy projekt został oznaczony jako CW-5 bis/33. 
Prototyp został zbudowany w Warsztatach Szybowcowych ZASPL, na jego budowę Warsztaty otrzymały subwencję Ministerstwa Komunikacji. Oblatany został wykonany na lotnisku w Skniłowie przez Szczepana Grzeszczyka w maju 1933 roku. Przeprowadzone próby wykazały bardzo dobre właściwości lotne szybowca, jego zaletą była duża sztywność płata. Efektem prób w locie była zmiana konstrukcji tyłu kadłuba polegająca na odchyleniu w górę jego osi, co pozwoliło zwiększyć kąt natarcia skrzydła przy starcie. Dodano również osłonę kabiny zamiast wiatrochronu.
Egzemplarze seryjne oznaczono jako CW-5 bis/34, pierwsze były ukończone w 1934 roku i przekazane do eksploatacji w szkołach szybowcowych w Bezmiechowej i Ustianowej. Piloci na tych szybowcach zaczęli bić rekordy krajowe i międzynarodowe. 5 października 1934 roku Wanda Modlibowska ustanowiła kobiecy rekord Polski w długotrwałości lotu osiągając czas 9 h 30 min, 26 kwietnia 1935 roku Piotr Mynarski wykonał pierwszy w Polsce przelot docelowo-powrotny na odległość 15,8 km, 4 października 1935 roku Zbigniew Żabski osiągnął wysokość 2540 m.

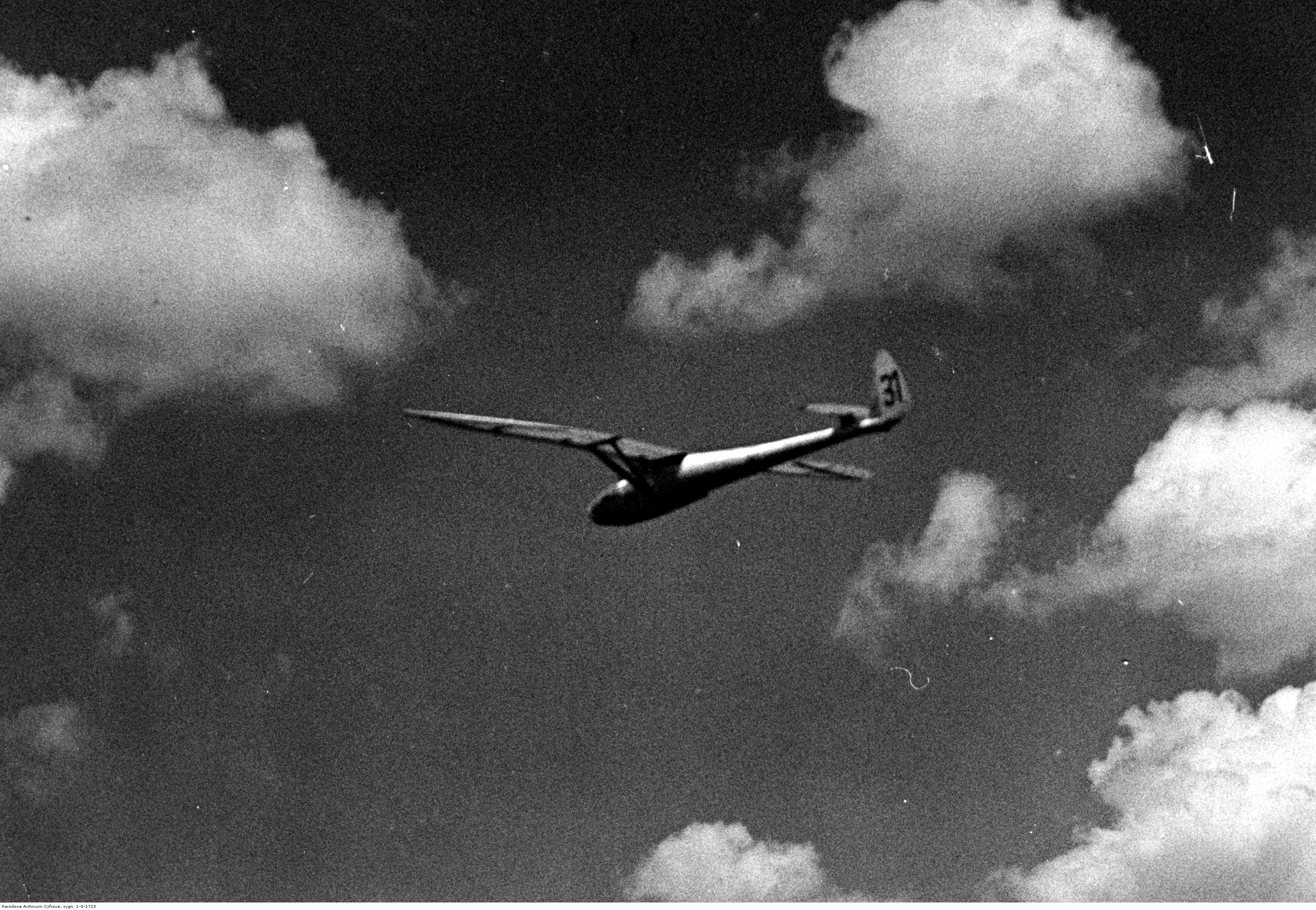
CW-5 bis 35 w locie termicznym

W 1935 roku powstała ulepszona wersja szybowca oznaczona CW-5 bis/35. Zwiększono przekrój tyłu kadłuba oraz w konstrukcji drewno sosnowe zastąpiono świerkowym. Zmniejszyło to opory szkodliwe, zwiększyło wytrzymałość kadłuba i zmniejszyło ciężar szybowca o 8 kg. Dzięki tym zmianom szybowiec został dopuszczony do wykonywania akrobacji.
Michał Blaicher z Wojskowego Obozu Szybowcowego wprowadził w konstrukcji kilka drobnych zmian, m.in. mocowania zastrzałów otrzymały owiewki, zmieniono osłonę kabiny, kadłub i płat szlifowano aby zmniejszyć opór aerodynamiczny. Szybowiec został oznaczony jako CW-5 bis/35/WOS i został zbudowany w kilku egzemplarzach. W 1936 roku przerobił kolejny egzemplarz CW-5 bis/35, w którym zmienił usterzenie płytowe na tradycyjne ze statecznikiem, skrócił kadłub, zmienił profil i obrys płata. Tak przekonstruowany szybowiec oznaczono początkowo WOS. a później WOS-37. W programie VI Krajowych Zawodów Szybowcowych w Masłowie wymieniany jest WOS typ B 38 jednak brak jest informacji o szczegółach tej konstrukcji.
Żaden ze zbudowanych szybowców CW-5 bis i WOS nie przetrwał II wojny światowej.

## Konstrukcja

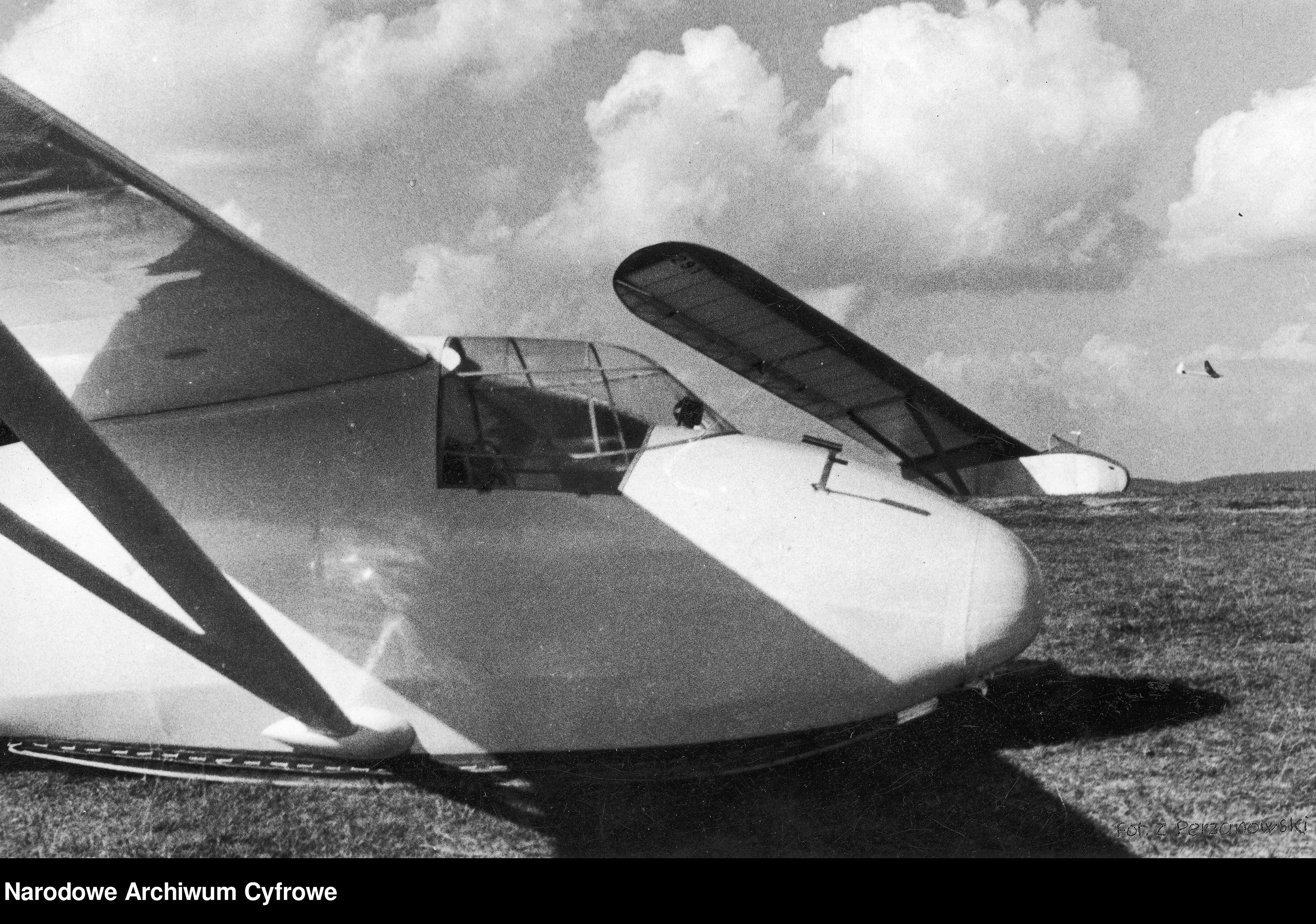
Szybowiec CW-5 bis/35/WOS

Jednomiejscowy szybowiec wyczynowy w układzie zastrzałowego górnopłatu.
Kadłub o konstrukcji półskorupowej, przekroju owalnym, kryty całkowicie sklejką. Kabina pilota zakryta, tablica przyrządów wyposażona w busolę, prędkościomierz, wysokościomierz, wariometr i zakrętomierz. Z przodu kadłuba umieszczony zaczep do startu z lin gumowych.
Skrzydło dwudzielne o obrysie prostokątno-eliptycznym, dwudźwigarowe, podparte dwoma parami zastrzałów. Do pierwszego dźwigara kryte sklejką, dalej płótnem. Wyposażone w dwudzielne lotki sterowane za pomocą linek.
Usterzenie poziome płytowe zamocowane powyżej kadłuba na wysięgnikach, statecznik pionowy wykonany jako integralna część kadłuba. Stateczniki kryte sklejką, powierzchnie sterów płótnem. Napęd sterów linkowy.
Podwozie jednotorowe złożone z podkadłubowej amortyzowanej płozy jesionowej i metalowej płozy ogonowej.